# Mietvilla August Ehregott Neumann
Die Mietvilla August Ehregott Neumann steht in der Schildenstraße 6 im Stadtteil Alt-Radebeul der sächsischen Stadt Radebeul. Das Wohnhaus wurde 1900/01 nach den Entwürfen des Architekten Carl Käfer für den Bauherrn August Ehregott Neumann errichtet. 1940 wurde auf der Gebäuderückseite die Veranda aufgestockt.

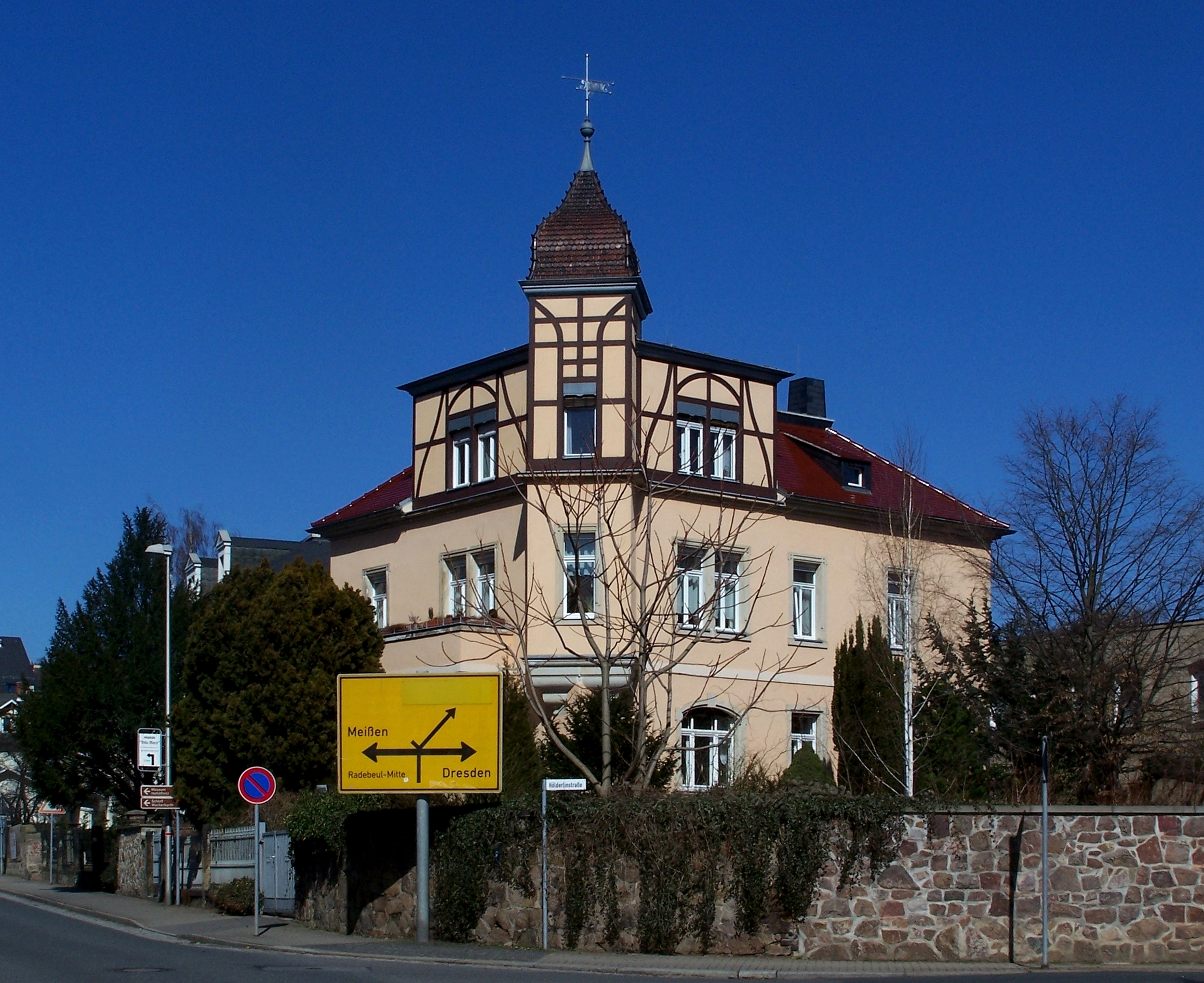
Scheinbares Eckhaus Schildenstraße 6; das Grundstück endet etwa bei dem Richtungsschild

## Beschreibung

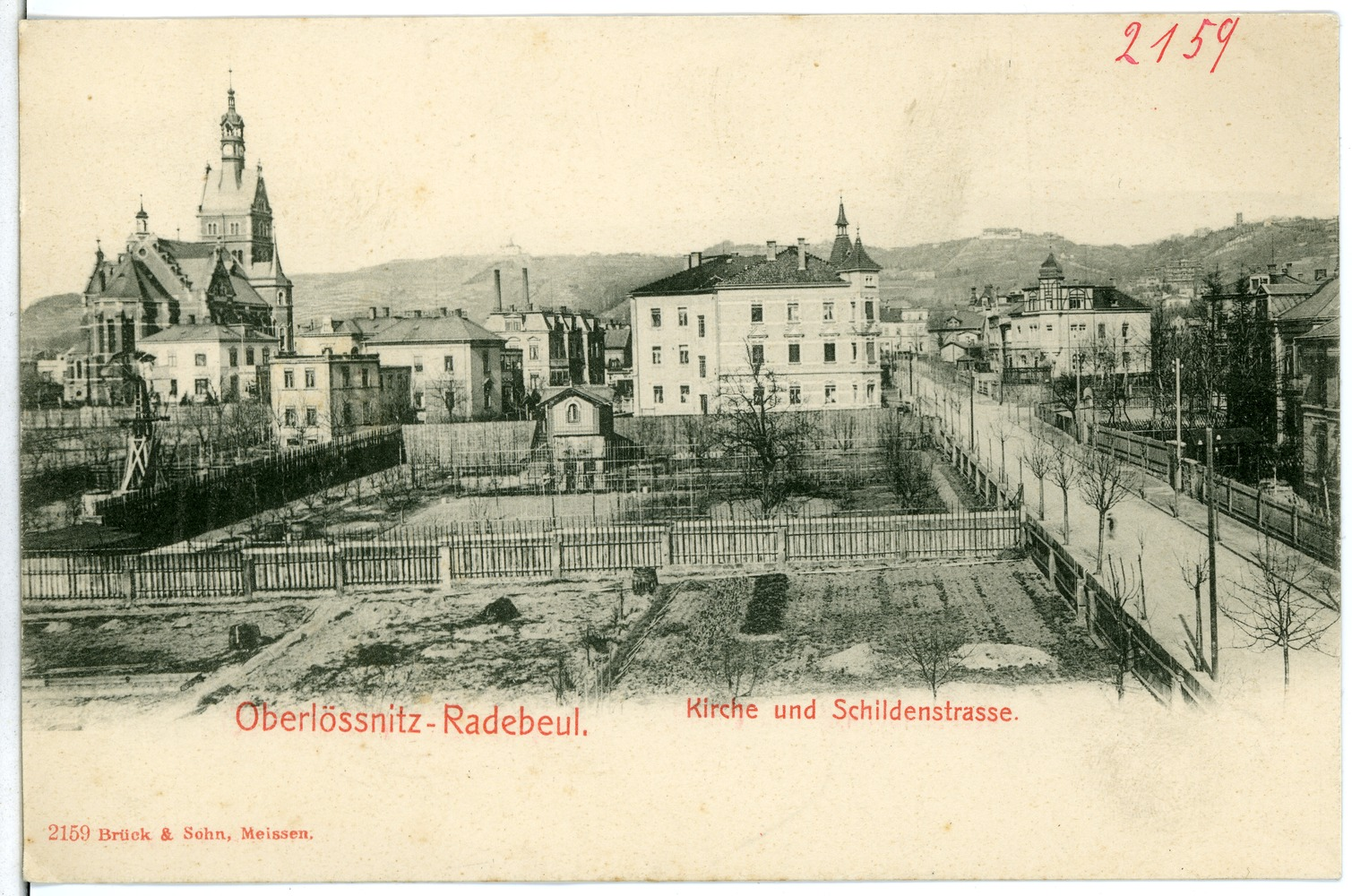
Schildenstraße 6 (rechts; 1901)

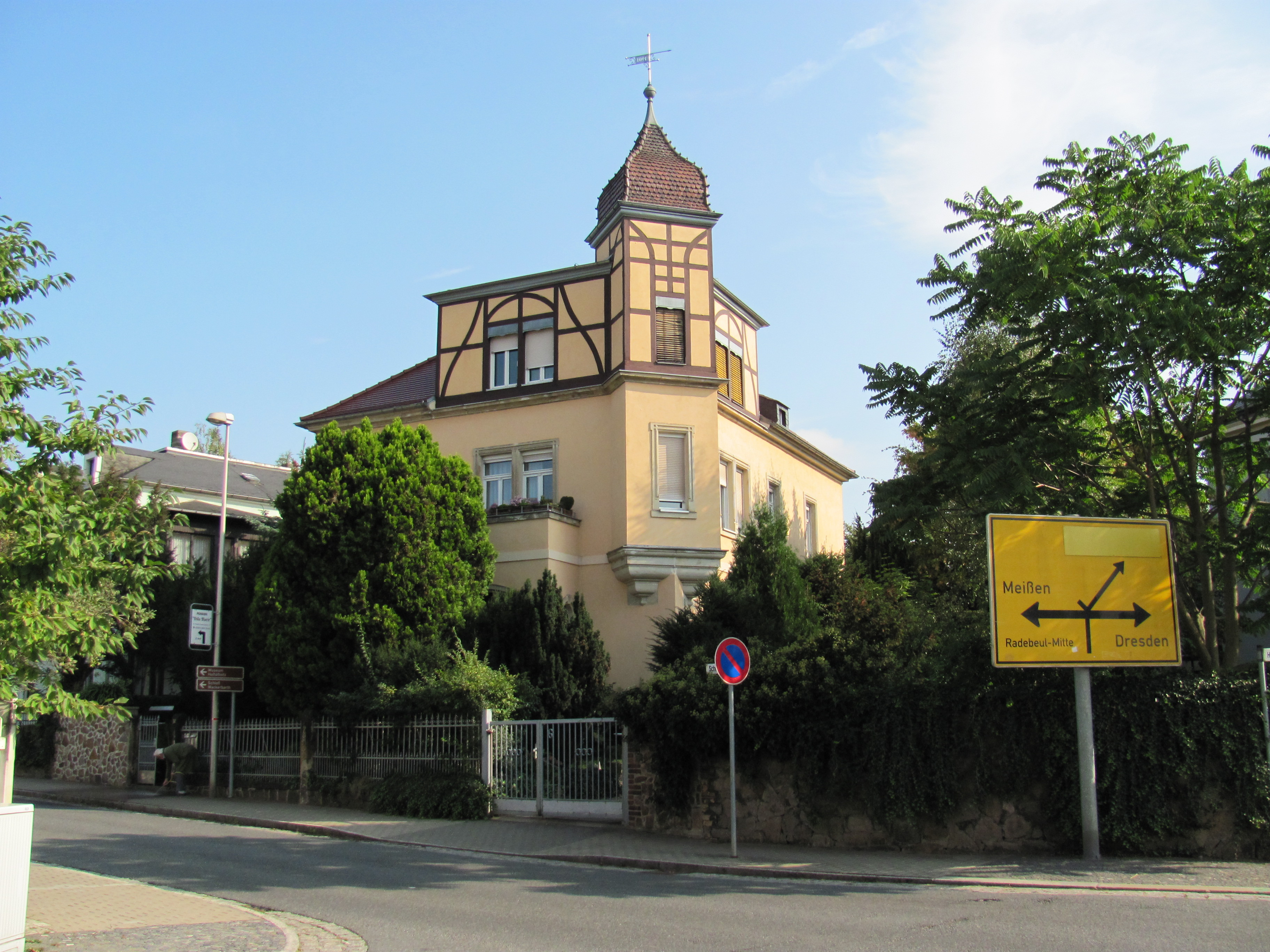
Schildenstraße 6; Blick von vor der Villa Lindeberg. Gut erkennbar ist der Eckzwickel unter dem Erker.

Die mit der Einfriedung denkmalgeschützte zweigeschossige Mietvilla steht scheinbar auf einem Eckgrundstück zur Hölderlinstraße. Obwohl die nicht bebaute Ecke zum Grundstück der benachbarten Villa Hölderlinstraße 9 gehört, stellt sich die Mietvilla in der Schildenstraße als Eckhaus dar, zur Kreuzung betont durch den vor dem Ober- und dem Dachgeschoss hervortretenden Eckerker mit Türmchenerhöhung, geschweifter Haube, Kugelspitze und Windweiser. Der Dachturm sowie die beidseits anschließenden Dachhäuser sind mit Zierfachwerk geschmückt. Das Dach und die Haube sind mit Dachziegeln gedeckt.
Das auf einem Bruchsteinsockel stehende Gebäude ist verputzt, die Fenster der beiden Geschosse werden von verzierten Sandsteingewänden eingefasst. Die jeweils breite Fensterachse zum Eckerker hin ist im Erdgeschoss als breites Segmentbogenfenster ausgebildet, im Obergeschoss und im Dachhaus jeweils als Zwillingsfenster. Jeweils daneben finden sich Rechteckfenster, zur Schildenstraße in einer Achse, zur Hölderlinstraße in zwei Fensterachsen.
In der Straßenansicht zur Schildenstraße steht ein flacher Standerker mit Austritt obenauf.
Die Einfriedung ist ein Eisenzaun mit Sandsteinsäulen, links und rechts in Bruchsteinmauer eingefasst, die sich über die Straßenecke hinweg bis zur Einfahrt des Nachbargrundstücks fortsetzt.